# Achyrolimonia galactopoda
Achyrolimonia galactopoda är en tvåvingeart som först beskrevs av Alexander 1961.  Achyrolimonia galactopoda ingår i släktet Achyrolimonia och familjen småharkrankar.
Artens utbredningsområde är Madagaskar. Inga underarter finns listade i Catalogue of Life.